# Prothoe franckii
Prothoe franckii is een vlinder uit de familie van de Nymphalidae. De wetenschappelijke naam van de soort is voor het eerst geldig gepubliceerd in 1806 door Jacob Hübner.